# Pare-soleil (photographie)

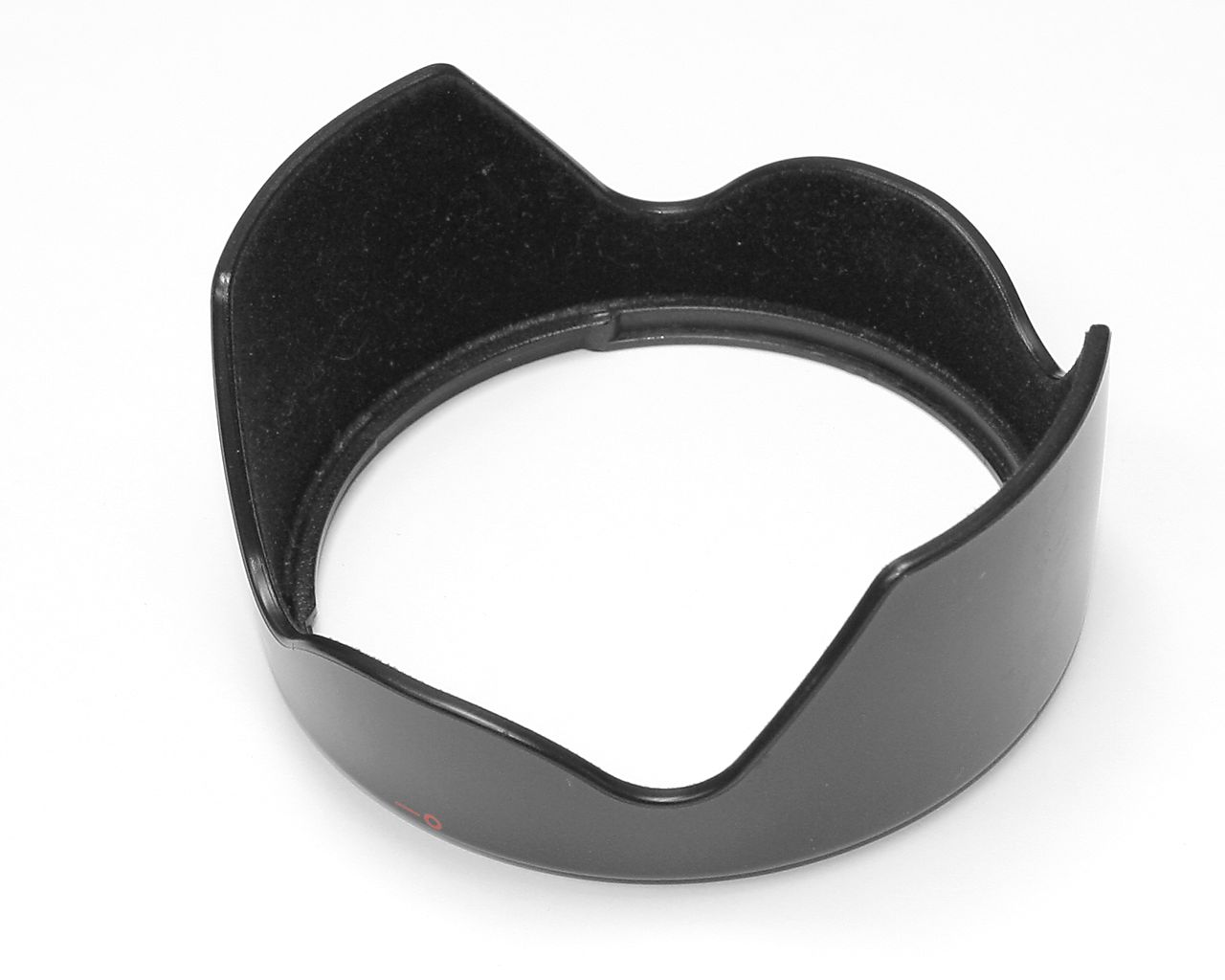
Pare-soleil « tulipe » pour grand-angle

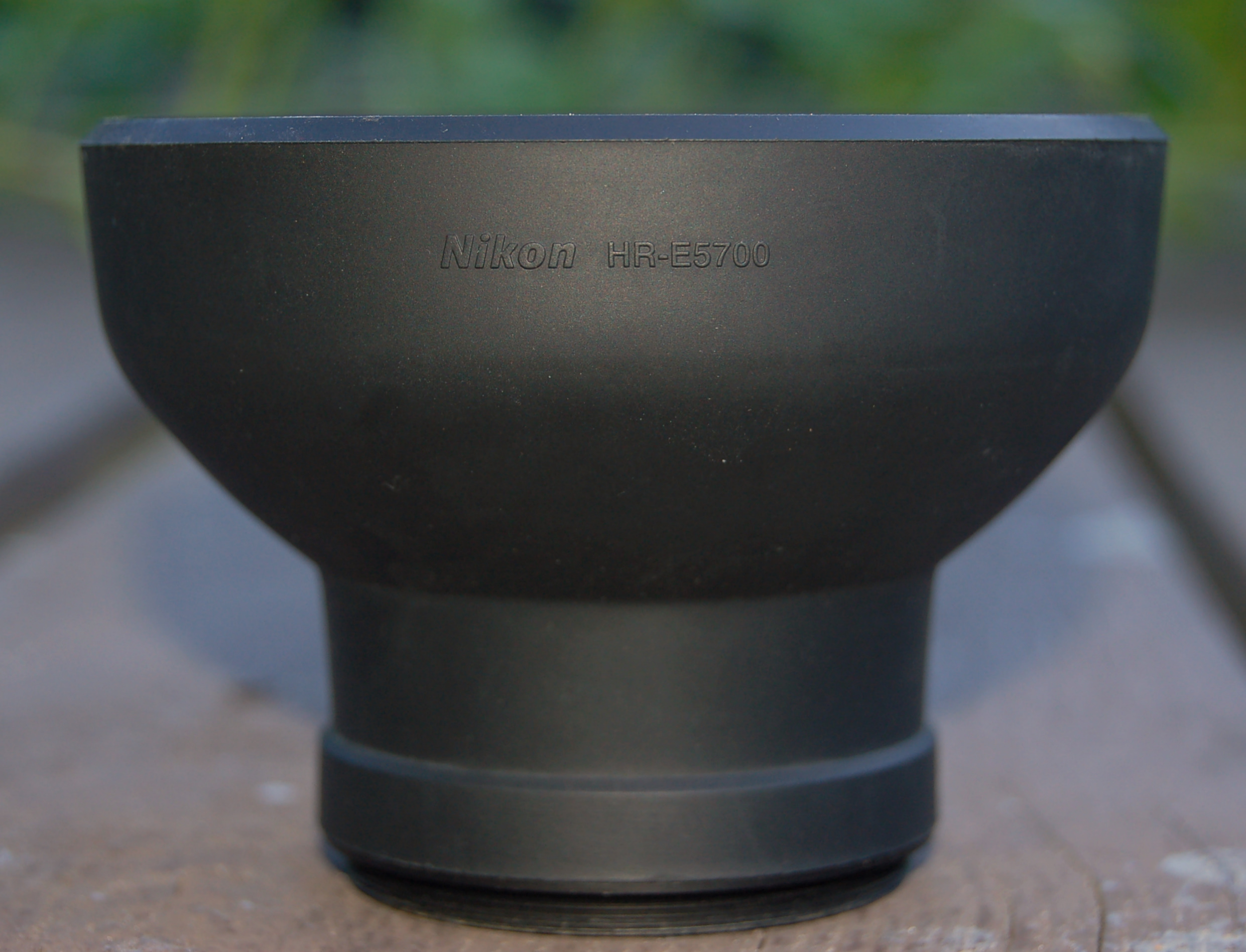
Un pare-soleil souple en caoutchouc

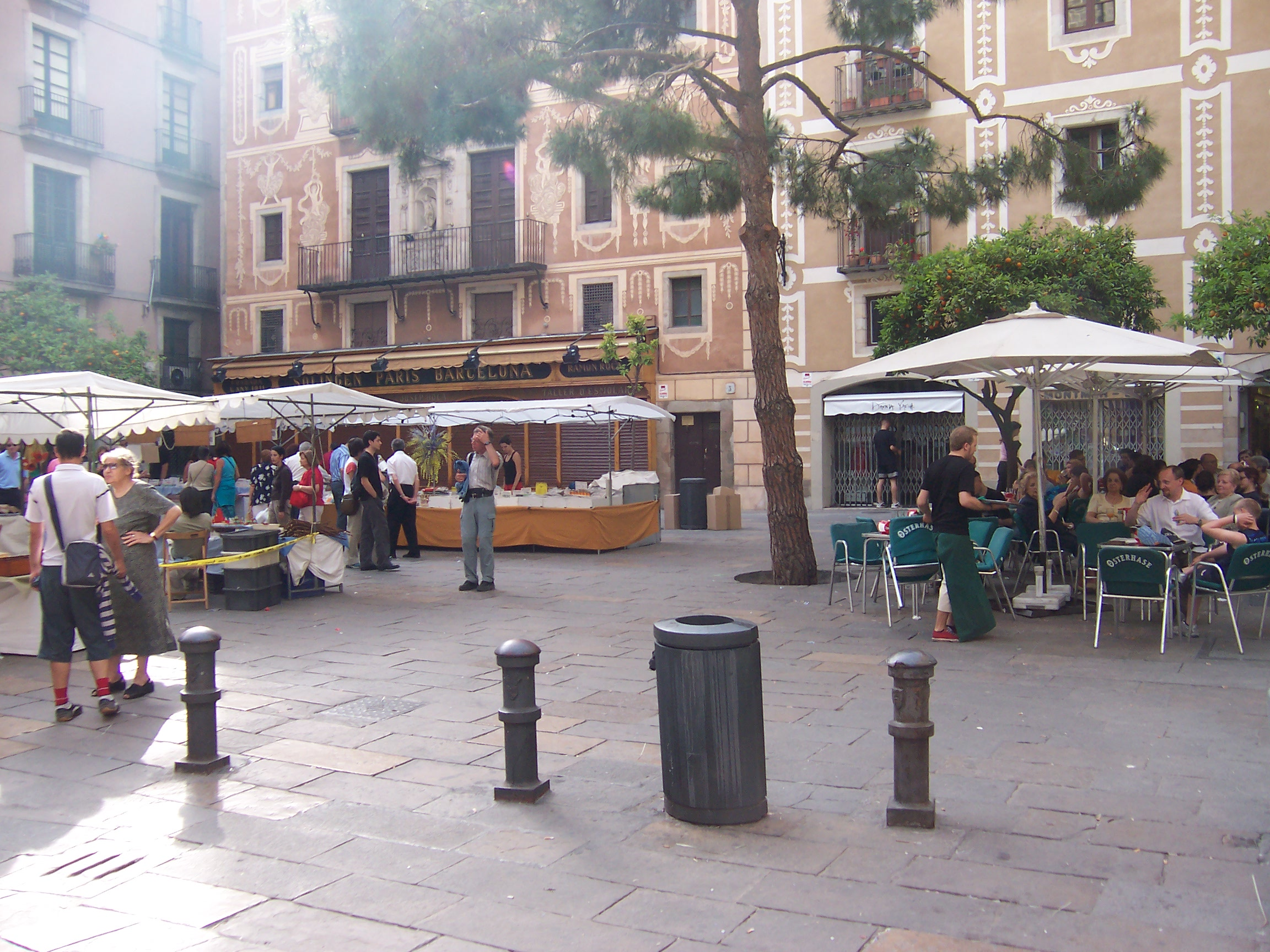
Sur cette image prise en léger contre-jour, le soleil « tape » le haut de l'objectif et produit la zone claire en haut à gauche.

En photographie, le pare-soleil est un accessoire qui se fixe à l'avant de l'objectif pour éviter que la lumière du soleil, quand il est en dehors du champ, n'atteigne la lentille frontale, créant des reflets parasites et diminuant ainsi la qualité de la photo.

## Principaux modèles
Il existe deux types principaux de pare-soleil :
- le premier, conique ou cylindrique pour respectivement les objectifs standards ou les téléobjectifs,
- le second découpé, souvent appelé « tulipe » ou « en corolle », pour les objectifs grand-angle.

Avec les objectifs à focale fixe, le pare-soleil peut être parfaitement adapté à l'angle de champ. Par contre, on ne peut en général munir les zooms que du pare-soleil adapté à la focale la plus courte, qui sera peu efficace en position téléobjectif.
Le fabricant Sigma a résolu ce problème pour ses zooms super grand angle de 15-30 mm et 12-24 mm. Le pare-soleil est fixé en permanence sur ces objectifs, mais pas directement sur le bloc optique frontal qui coulisse vers l'avant en position grand angle et recule si l'on cherche de plus longues focales. De cette manière, vu de la lentille frontale, le pare-soleil parait plus court en position super grand angle qu'en position semi grand angle. D'autres objectifs tels les 24-70 mm de Canon ou Nikon disposent de la même façon d'un mécanisme de zoom inversé (allongé en grand angle et raccourci en longue focale) et d'un pare-soleil amovible qui ne se déplace pas lors du changement de focale et conserve alors une bonne efficacité quelle que soit la focale.

## Utilité secondaire
Un pare soleil rigide peut protéger la lentille frontale contre de légers chocs, tout particulièrement dans le cas d'objectifs très grand angle ou fish-eye diagonal, pour lesquels la lentille frontale quelquefois très bombée ne peut être protégée par un filtre vissant.

## En l'absence de pare-soleil
Sans pare-soleil, une source de lumière (naturelle ou artificielle), lorsqu'elle atteint l'objectif, diminue le contraste (c'est le Lens flare) voire génère des images-fantômes colorées de la forme du diaphragme.
C'est parfois un effet recherché.